# Melindro Gutiérrez
Melindro Gutiérrez es una serie de historietas creada por Miguel Bernet, alias Jorge, para el semanario "Pulgarcito" en 1947.

## Trayectoria editorial
Bruguera lanzó en 1948 un álbum de historietas monográfico sobre el personaje en la colección "Vacaciones todo el año".
Al igual que muchas de las primeras criaturas del autor, quedó eclipsado por el fenomenal éxito de Doña Urraca, creada en 1948.